# Єнбек (Келеський район)
Єнбе́к (каз. Еңбек) — село у складі Келеського району Туркестанської області Казахстану. Входить до складу Ошактинського сільського округу.
Населення — 338 осіб (2021; 360 у 2009, 214 у 1999, 387 у 1989).